# Jatwiesk (Sznipki)
Jatwiesk – część wsi Sznipki (ukr. Шнипки) na Białorusi, w obwodzie grodzieńskim, w rejonie szczuczyńskim, w sielsowiecie Szczuczyn.
W czasach zaborów w granicach Imperium Rosyjskiego, w guberni grodzieńskiej, w powiecie grodzieńskim.
W latach 1921–1939 ówczesna wieś leżała w Polsce, w województwie białostockim, w powiecie grodzieńskim a od 1929 w województwie nowogródzkim, w powiecie szczuczyńskim, w gminie Kamionka.
Miejscowość należała do parafii rzymskokatolickiej w Kamionce i prawosławnej w Jatwiesku, której była siedzibą. Podlegała pod Sąd Grodzki w Szczuczynie i Okręgowy w Wilnie; właściwy urząd pocztowy mieścił się w Kamionce.
W wyniku napaści ZSRR na Polskę we wrześniu 1939 miejscowość znalazła się pod okupacją sowiecką. 2 listopada została włączona do Białoruskiej SRR. 4 grudnia 1939 włączona do nowo utworzonego obwodu białostockiego. Od czerwca 1941 roku pod okupacją niemiecką. 22 lipca 1941 r. włączona w skład okręgu białostockiego III Rzeszy. W 1944 miejscowość została ponownie zajęta przez wojska sowieckie i włączona do obwodu grodzieńskiego Białoruskiej SRR.
Od 1991 r. w składzie niepodległej Białorusi.

## Zabytki
- Cerkiew prawosławna pw. Zaśnięcia Matki Bożej  – wybudowana w latach 1873 – 1876. Za czasów Chruszczowa, cerkiew zamieniono na magazyn zboża. W 1990 została zwrócona wiernym[5]. Świątynia parafialna[6].